# Cupido (Jan Smit)
Cupido is een single en hit van de Volendamse zanger Jan Smit. Het is de tweede single van het album Op weg naar geluk.
De single werd uitgebracht rond de feestdagen en kon dus als kerstcadeautje dienen. Vlak voor kerst kwam er een tweede versie uit, waar onder andere een duet op stond met de zus van de zanger, Monique Smit. Het werd Jan Smits vierde single die de nummer 1-positie in de Single Top 100 bereikte.

## Inhoud
In het nummer wordt bezongen hoe Cupido telkens zijn pijlen op Jan richt, waardoor hij elke keer maar weer verliefd raakt. Rond het uitbrengen van de single gold dit echter niet voor Smit. Hij had op dat moment een veelbesproken kortstondige relatie met televisiepresentatrice Ellemieke Vermolen.
Het refrein van het lied vertoont volgens sommigen een grote overeenkomst met de Gimn Sovjetskogo Sojoeza, het volkslied van de vroegere Sovjet-Unie, dat tegenwoordig met een nieuwe tekst als het volkslied van Rusland geldt. Het typische akkoordenschema wordt wel vaker gebruikt in popmuziek, maar de melodielijnen lijken in dit geval ook opvallend veel op elkaar, aldus de 'bepleiters' van deze overeenkomst tussen de beide muziekstukken. Verder toont het ook een gelijkenis met Canon in D van de Duitse componist Pachelbel.

## Hitverloop
Nadat het nummer na vijf weken de nummer 1-positie afstond, zakte het direct naar plaats 12. Alleen Viva Hollandia van Wolter Kroes, Lauwe pis van Theo Maassen & de Kapotte Kontjes en Damn (I think I love you) van Starmaker zakten nog verder in hun eerste week na #1, respectievelijk naar plaats 18, 15 en 13. Na de grote val van Cupido raakte de plaat ook vrij snel uit de Top 40.
In de Single Top 100 stond Cupido in de derde week op nr. 1, een notering die het 4 weken lang behield. Op 23 juni 2007 verdween de single. Op 15 december kwam Cupido terug in de verkooplijst, waar het nummer nog 4 weken verbleef. In totaal stond de single 34 weken genoteerd.

## Tracks

### Tracklisting single versie 1
1. Cupido
2. Cupido (Unplugged)
3. Cupido (Live)

### Tracklisting single versie 2
1. Cupido
2. Want nu heb ik jou
3. Kerst voor iedereen (duet met Monique Smit)

### Hitnoteringen
| "Cupido" in de Nederlandse Top 40 binnen: 2 december 2006 | "Cupido" in de Nederlandse Top 40 binnen: 2 december 2006 | "Cupido" in de Nederlandse Top 40 binnen: 2 december 2006 | "Cupido" in de Nederlandse Top 40 binnen: 2 december 2006 | "Cupido" in de Nederlandse Top 40 binnen: 2 december 2006 | "Cupido" in de Nederlandse Top 40 binnen: 2 december 2006 | "Cupido" in de Nederlandse Top 40 binnen: 2 december 2006 | "Cupido" in de Nederlandse Top 40 binnen: 2 december 2006 | "Cupido" in de Nederlandse Top 40 binnen: 2 december 2006 | "Cupido" in de Nederlandse Top 40 binnen: 2 december 2006 | "Cupido" in de Nederlandse Top 40 binnen: 2 december 2006 |
| Week                                                      | 1                                                         | 2                                                         | 3                                                         | 4                                                         | 5                                                         | 6                                                         | 7                                                         | 8                                                         | 9                                                         |                                                           |
| --------------------------------------------------------- | --------------------------------------------------------- | --------------------------------------------------------- | --------------------------------------------------------- | --------------------------------------------------------- | --------------------------------------------------------- | --------------------------------------------------------- | --------------------------------------------------------- | --------------------------------------------------------- | --------------------------------------------------------- | --------------------------------------------------------- |
| Positie                                                   | 20                                                        | 1                                                         | 1                                                         | 1                                                         | 1                                                         | 1                                                         | 12                                                        | 20                                                        | 33                                                        | uit                                                       |

| "Cupido" in de Nederlandse Single Top 100 - binnen: 25 november 2006 | "Cupido" in de Nederlandse Single Top 100 - binnen: 25 november 2006 | "Cupido" in de Nederlandse Single Top 100 - binnen: 25 november 2006 | "Cupido" in de Nederlandse Single Top 100 - binnen: 25 november 2006 | "Cupido" in de Nederlandse Single Top 100 - binnen: 25 november 2006 | "Cupido" in de Nederlandse Single Top 100 - binnen: 25 november 2006 | "Cupido" in de Nederlandse Single Top 100 - binnen: 25 november 2006 | "Cupido" in de Nederlandse Single Top 100 - binnen: 25 november 2006 | "Cupido" in de Nederlandse Single Top 100 - binnen: 25 november 2006 | "Cupido" in de Nederlandse Single Top 100 - binnen: 25 november 2006 | "Cupido" in de Nederlandse Single Top 100 - binnen: 25 november 2006 | "Cupido" in de Nederlandse Single Top 100 - binnen: 25 november 2006 | "Cupido" in de Nederlandse Single Top 100 - binnen: 25 november 2006 | "Cupido" in de Nederlandse Single Top 100 - binnen: 25 november 2006 | "Cupido" in de Nederlandse Single Top 100 - binnen: 25 november 2006 | "Cupido" in de Nederlandse Single Top 100 - binnen: 25 november 2006 | "Cupido" in de Nederlandse Single Top 100 - binnen: 25 november 2006 | "Cupido" in de Nederlandse Single Top 100 - binnen: 25 november 2006 | "Cupido" in de Nederlandse Single Top 100 - binnen: 25 november 2006 |
| Week                                                                 | 1                                                                    | 2                                                                    | 3                                                                    | 4                                                                    | 5                                                                    | 6                                                                    | 7                                                                    | 8                                                                    | 9                                                                    | 10                                                                   | 11                                                                   | 12                                                                   | 13                                                                   | 14                                                                   | 15                                                                   | 16                                                                   | 17                                                                   | 18                                                                   |
| -------------------------------------------------------------------- | -------------------------------------------------------------------- | -------------------------------------------------------------------- | -------------------------------------------------------------------- | -------------------------------------------------------------------- | -------------------------------------------------------------------- | -------------------------------------------------------------------- | -------------------------------------------------------------------- | -------------------------------------------------------------------- | -------------------------------------------------------------------- | -------------------------------------------------------------------- | -------------------------------------------------------------------- | -------------------------------------------------------------------- | -------------------------------------------------------------------- | -------------------------------------------------------------------- | -------------------------------------------------------------------- | -------------------------------------------------------------------- | -------------------------------------------------------------------- | -------------------------------------------------------------------- |
| Positie                                                              | 2                                                                    | 3                                                                    | 1                                                                    | 1                                                                    | 1                                                                    | 1                                                                    | 2                                                                    | 4                                                                    | 7                                                                    | 13                                                                   | 17                                                                   | 20                                                                   | 28                                                                   | 35                                                                   | 53                                                                   | 52                                                                   | 50                                                                   | 67                                                                   |
| Week                                                                 | 19                                                                   | 20                                                                   | 21                                                                   | 22                                                                   | 23                                                                   | 24                                                                   | 25                                                                   | 26                                                                   | 27                                                                   | 28                                                                   | 29                                                                   | 30                                                                   |                                                                      | 31                                                                   | 32                                                                   | 33                                                                   | 34                                                                   |                                                                      |
| Positie                                                              | 64                                                                   | 74                                                                   | 52                                                                   | 58                                                                   | 53                                                                   | 53                                                                   | 55                                                                   | 71                                                                   | 65                                                                   | 73                                                                   | 59                                                                   | 95                                                                   | uit                                                                  | 96                                                                   | 91                                                                   | 86                                                                   | 91                                                                   | uit                                                                  |

### NPO Radio 2 Top 2000
| Nummer met noteringen in de NPO Radio 2 Top 2000 | '09  | '10 | '11  |
| ------------------------------------------------ | ---- | --- | ---- |
| Cupido                                           | 1413 | -   | 1708 |

1. ↑  Een '-' betekent dat het nummer niet was genoteerd en een vetgedrukt getal geeft de hoogste notering aan.
2. ↑  2009 was het eerste jaar met een notering voor dit nummer.
3. ↑  Deze tabel is bijgewerkt tot en met de laatste editie (2024).